# Hua Yan
Dans ce nom chinois, le nom de famille, Hua, précède le nom personnel.
Pour les articles homonymes, voir Hua.

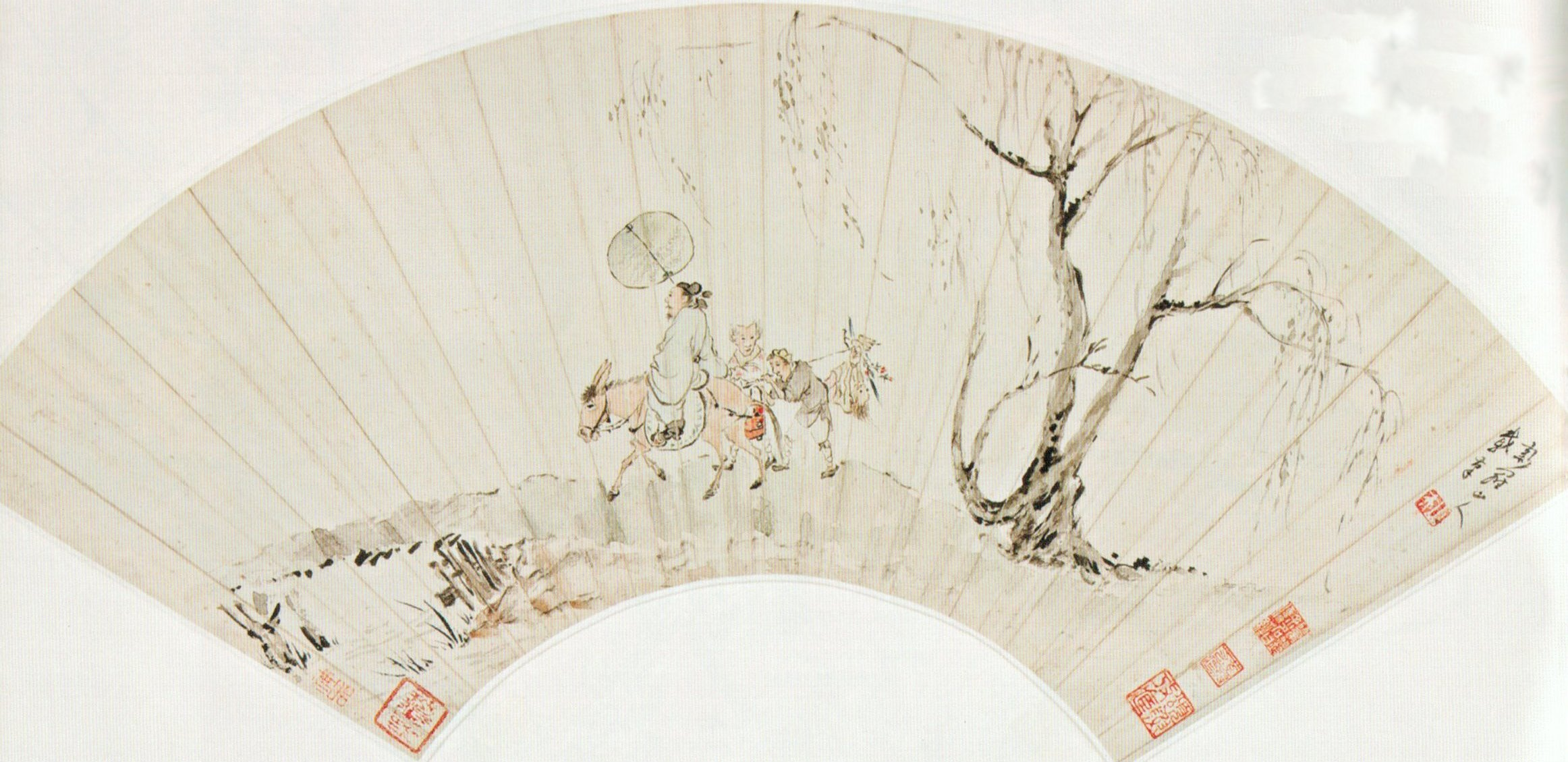
Hua Yan. Zhong Kui et deux démons

Hua Yan ou Houa Yen ou Hua Yen, surnommé Qiuyue, de son nom de pinceau Xinluo Shanren, né en 1682, originaire de la province du Fujian, mort en 1756 est peintre et dessinateur chinois de figures, d'animaux et de fleurs. 

## Biographie
Hua Yan, natif de Shangang dans la province de Fujian, grandie dans un milieu de peintres professionnels. Issu d'une famille pauvre, il réalise dans son enfance des peintures murales pour les tombes familiales. Il quitte son foyer alors qu'il est encore jeune, se rend d'abord à Hangzhou puis à Beijing. Vers le milieu de sa vie, il habite à Hangzhou et Yangzhou.
Poète, calligraphe et peintre, il compte parmi le groupe des « Huit Excentriques de Yangzhou » (Yangzhou baguai), ville dans laquelle il passe sa vie, avec quelques séjours à Yangzhou. Avec Jin Nong (1687-après 1764) et Luo Ping (1733-1799), Hua Yan est l'un des trois véritablement grands artistes de ce groupe, mais aussi l'un des plus polyvalents et des plus doués, très certainement le meilleur technicien. De son vivant, il est surtout apprécié pour ses représentations de fleurs, d'oiseaux, d'insectes et d'animaux et beaucoup moins pour ses paysages.

## Groupe des huit excentriques
Ce groupe se compose de trois artistes véritablement grands, King Nong, Hua Yan et Lo P'ing, et de cinq autres peintres de moindre importance. Ils vivent un certain temps à Yang-tcheou où ils se retrouvent dans les salons de négociants enrichis dans le commerce du sel et d'autres denrées qui, fortune faite, se piquent de jouer aux protecteurs des arts st se font concurrence jusque dans le mécénat, entretenant royalement les lettrés, poètes et peintres. Ces réunions sociales, où la richesse rend tribut au génie avant de le rendre à l'excentricité, donnent le ton du climat culturel très particulier qui règne à Yang-tcheou pendant ces années et auquel les artistes doivent une précieuse liberté de créer.

## Style et technique

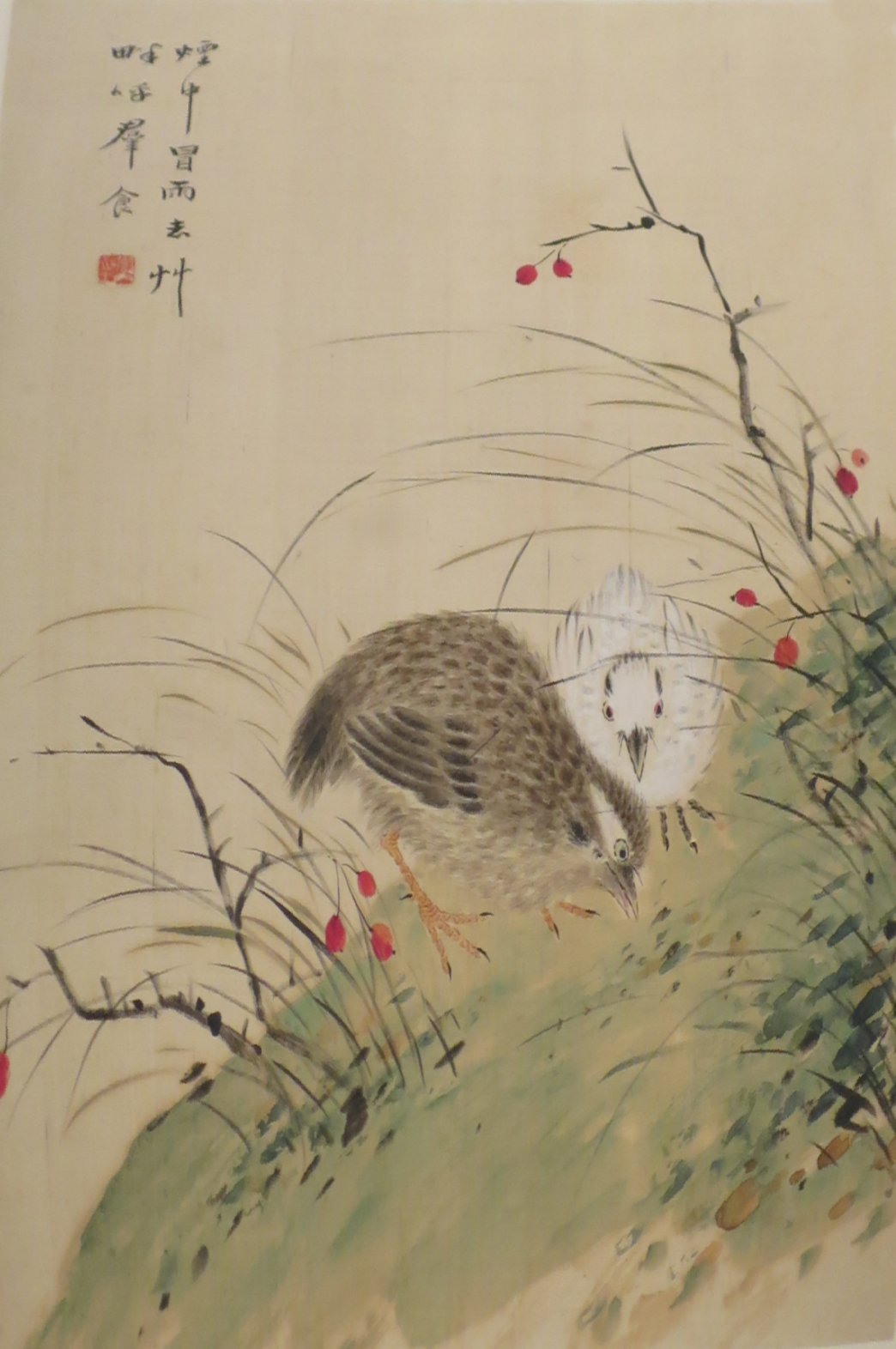
Album de peintures d'oiseaux. XVIIIe siècle. Honolulu Museum of Art

Hua Yan est le peintre le plus varié, et le meilleur technicien de ce groupe. De son vivant, on apprécie beaucoup ses peintures d'oiseaux, de fleurs et d'animaux, mais bien moins ses paysages. Un de ses contemporains leur reprocha de laisser trop de choses de côté. Aujourd'hui, on voit dans le meilleur d'entre eux, et surtout ceux du format de la feuille d'album, de petits chefs-d'œuvre de concision ; ils possèdent un lyrisme proche de celui des feuilles d'album des Song du Sud, quoique très différents d'eux par le style et bien moins graves dans leur attitude à l'égard de la nature et de l'art pictural.
L'art de Hua Yan séduit à la fois les lettrés et les marchands ordinaires. Neige sur le mont Tian, peint un an avant sa mort, représente un marchand itinérant cheminant péniblement dans la glace et la neige au cours d'un long et difficile voyage dans les contrées sauvages du Nord. Portant un bonnet de fourrure et un manteau, une épée suspendue à sa ceinture, il conduit un chameau. Le voyageur et l'animal ont la tête levée vers le ciel, tandis qu'une oie sauvage passe au-dessus d'eux. Ces trois êtres vivants esseulés rendent poignante la désolation de la scène. Mais la tristesse du ciel gris, du chameau beige et de la neige blanche est atténuée par le rouge lumineux du manteau. Comme de nombreux poèmes Tang décrivant des scènes hors des frontières de la Grande Muraille, la peinture traduit un climat de solitude à la fois solennel et émouvant.
Aucun autre peintre de Yangzhou n'organise mieux que lui les différents éléments du paysage et leurs relations spatiales, tout en leur conservant leur balance dynamique. Son pinceau sec livre un graphisme clair, doux  sans être faible, dans une composition subtilement déséquilibrée qui ne respire pas l'anticonformisme  délibéré mais accentue délicatement la sentimentalité de certaines scènes, tout en leur conservant la fermeté nécessaire.
Hua Yan traite ses thèmes familiers avec une touche légère et parfois enjouée ; ce sont précisément ce demi-sourire, cette façon de laisser entendre que le sujet n'est pas pris au sérieux, qui gardent de la sentimentalité l'œuvre reproduite ici, une évocation du climat de l'automne que son raffinement porte presque à la préciosité. Un lettré interrompt un moment sa promenade pour jeter un regard pensif, de l'autre côté de l'eau, à un pic lointain ; son attitude est celle de la contemplation passive. Des feuilles mortes descendent lentement de l'arbre le plus haut ; elles accentuent délicatement la tendre mélancolie  de la scène.
Hua travaille avec un pinceau sec et son graphisme est doux mais jamais faible ; sa composition est subtilement déséquilibrée; mais rien ne respire chez lui le non-conformisme délibéré. Les visions puissantes et parfois sombres des individualistes du XVIIe siècle disparaissent au profit de créations moins ambitieuses et d'un esprit plus humain et plus aimable. On ne sent plus chez l'artiste un besoin urgent de transmettre sa compréhension intime de l'univers, non plus que celui de reconstruire le monde suivant quelque vaste dessein où exprimer son tempérament personnel. Le peintre se satisfait de regarder avec calme et un certain détachement peut-être la vie qui passe et la nature qui change. Lorsque s'ouvre l'ultime quart du siècle, sept des huit excentriques sont morts.

## Musées

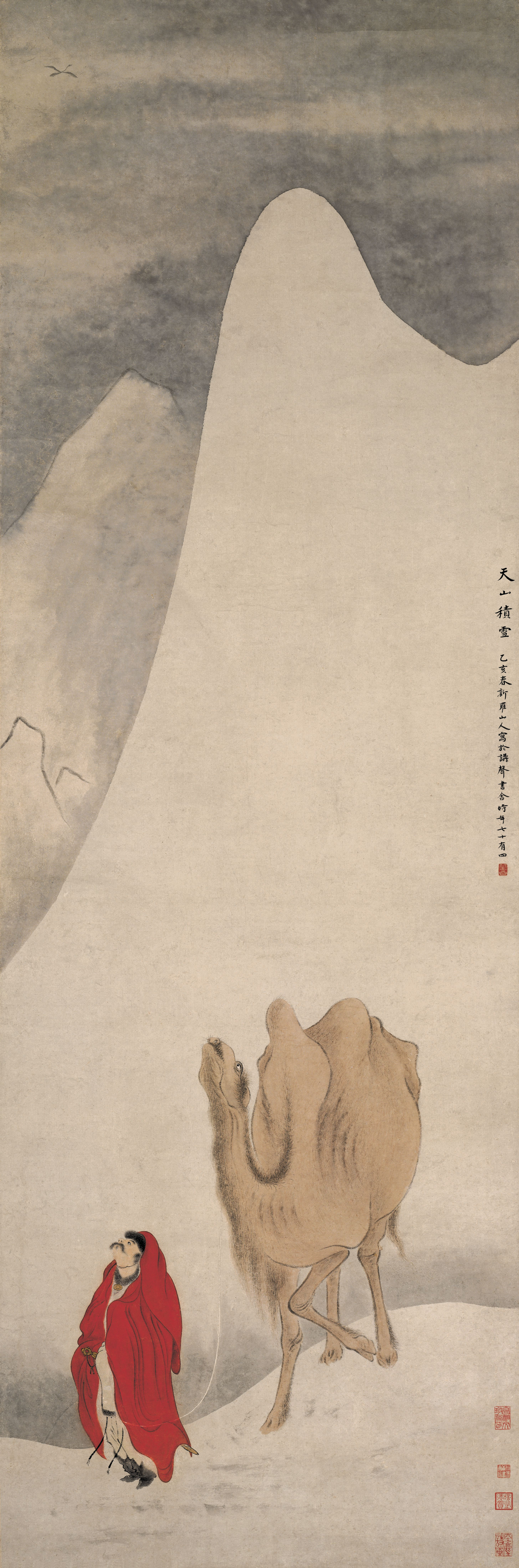
Neige sur le mont Tian par le peintre chinois Hua Yan

- Beijing (Musée du palais impérial):
  - Neige sur le Mont Tian, 1755, rouleau mural, encre et couleur légère sur papier, 159,1x52,8cm.
- Boston (Mus. of Fine Arts):
  - Hymne à l'automne, peinture sur éventail, illustration d'un poème de Ouyang Xiu (1007-1072), d'après Tang Yin, inscription du peintre datée 1730.
  - Collines vertes apparaissant derrière la brume, signé, fait partie d'une série de dix peintures sur éventail.
  - Chaumière sous les pins, entouré d'un mur, signé, fait partie d'une série de dix peintures sur éventails.
- Cleveland (Art Mus.):
  - Conversation à l'automne, daté 1732, encre et couleur sur papier, rouleau en hauteur, inscription, deux sceaux de l'artiste, trois colophons.
- Hong Kong (Ho Kuan-Wu):
  - Fleur et oiseaux, signé et daté 1747.
- New York: (Metropolitan Museum of Art):
  - Pivoines blanches près d'un rocher, Signé et daté 1752.
  - Pivoine et rochers, signé.
- Osaka (mun. Art Mus.):
  - Bruits de l'automne, encre et couleur sur papier, illustration d'un poème de Ouyang Xiu (1007-1072), rouleau en hauteur.
  - Oiseau qui chante sur un bambou, daté 1721.
  - Six écureuils dans un vieil arbre, inscription du peintre datée 1721.
- Paris Mus. Guimet:
  - Fleurs, arbres en fleurs, plantes, insectes et paysages, encre et couleur légères sur papier, album de huit peintures.
- Pékin (Mus. du Palais):
  - Autoportrait assis sur la rive rocheuse d'un ruisseau, daté 1727, encre et couleurs légères.
  - Études d'insectes, d'animaux et de fleurs, huit feuilles d'album, signées.
  - Oiseau sur une branche de rosier,
- Saint Louis (City Art Mus.):
  - Visite aux fleurs de chrysanthèmes, daté 1753, encre et couleur sur papier, rouleau en hauteur, inscription et deux sceaux de l'artiste.
- Shanghai:
  - Fleurs de pêchers et canards mandarins, couleurs sur papier, rouleau en hauteur.
  - Lin Xu  errant dans les montagnes, couleurs sur papier, rouleau en hauteur.
  - Village de montagne dans le brouillard, signé.
- Stockholm (Nat. Mus.):
  - Deux oiseaux Mynah[9] près d'un prunier et de quelques narcisses, signé et daté 1758.
  - Deux oiseaux sur une branche défeuillée, poème, signé.
- Taipei (Nat. Palace Mus.):
  - Zhong Kui à la fête du cinquième mois, encre et couleur sur papier, rouleau en hauteur, inscription.
- Washington DC (Freer Gallery of Art):
  - Album de paysages, Scène d'automne, encre et couleurs légères sur papier, quinze feuilles, inscriptions du peintre, 22,9x15,7cm, la dernière datée 1729.